# Донченко Наталія Сергіївна
Донченко Наталія Сергіївна (рос. Донченко Наталья Сергеевна; 25 серпня 1932, Москва — 11 липня 2022, Нижній Новгород) — радянська ковзанярка, срібний призер олімпійських ігор.

## Ранні роки
Наталя Донченко народилася в 1932 році в Москві. В 1937 році її батька репресували, і мати з малолітньою Наталею переїхала до Горького. Недалеко від їх місця мешкання був стадіон «Воднік», в ковзанярську секцію якого в 1945 році записалася Наталя.

## Спортивна кар'єра
В шкільні роки Наталя постійно покращувала свої результати в ковзанярському спорті. Найкраще їй давалася дистанція 500 м. Членом збірної СРСР вона стала вже в 18 років.
В 1951 році відбувся дебют Наталії Донченко на міжнародних змаганнях. На Всесвітніх студентських іграх в Румунії вона перемогла на дистанції 500 м. Через рік на чемпіонаті світу в класичному багатоборстві Донченко зайняла загальне 8-ме місце, але перемогла на своїй улюбленій дистанції 500 м.
Тренування і виступи Наталія Донченко успішно поєднувала з навчанням в інституті, і, коли після отримання спеціальності філолога в 1954 році поїхала працювати шкільним вчителем в Алтайський край, припинила тренуватися. Але в 1955 році їй запропонували повернутися до Горького і поновити тренування, на що вона погодилася.
На спортивних зборах в Свердловську Наталія познайомилася з молодим тренером Феліксом Леонтійовичем Доленком, з яким одружилася в 1957 році, а в грудні того ж 1957 року у них народився син Євген, через що Наталія знов припиняла на певний час тренування. В 1958 році її знов запросили до табору збірної СРСР. Щоб Наталія могла займатися ковзанярським спортом, Фелікс Доленко припинив власні виступи і став тренером дружини.
На Зимових Олімпійських іграх 1960 жінки вперше могли позмагатися за звання олімпійської чемпіонки з ковзанярського спорту. Донченко показала хороші результати на передолімпійському відборі на Медео і потрапила в заявку на Олімпійські ігри на дистанції 500 м. Стартуючи в першій парі забігу, фінішувала з новим особистим рекордом — 46,0. Але німкеня Хельга Гаасе змогла перевершити цей результат на 0,1 сек, і Донченко стала срібною олімпійською медалісткою.
В 1960 році Донченко брала участь в чемпіонаті світу в класичному багатоборстві, де зайняла в загальному заліку 4-е місце.